# Convergência Ampla de Salvação de Angola - Coligação Eleitoral
A Convergência Ampla de Salvação de Angola - Coligação Eleitoral (CASA-CE) é uma coligação eleitoral de partidos políticos em Angola. 
Em sua primeira eleição, no ano de 2012, elegeu oito representantes para a Assembleia Nacional, conseguindo aproximadamente 6,00% dos votos. Nas eleições de 2017 a coligação teve resultado ainda mais robusto, dobrando o número de parlamentares. Nas eleições de 2022, porém, a coligação teve seu pior resultado, perdendo todos os assentos do parlamento.

## Histórico
O enfraquecimento da União Nacional para a Independência Total de Angola (UNITA), após a derrota eleitoral sofrida por esta nas urnas em 2008, criou um clima de insatisfação dentro do partido, causado principalmente pela liderança de Isaías Samakuva (mais afinado com os ideais de direita).
As correntes de centro, aglomeradas sob a figura de Abel Epalanga Chivukuvuku, almejavam mais espaço e uma condução ideológica mais pragmática na UNITA. Entretanto, a ala de Samakuva mostrou-se resistente estas intenções.
Em 2012, esta situação levou à saída de destacados dirigentes, entre eles Abel Chivukuvuku, Odeth Baca Joaquim e Augusto Makuta Nkondo, que fundaram uma nova coligação eleitoral, a Convergência Ampla de Salvação de Angola (CASA-CE), que faria frente tanto a UNITA e Frente Nacional de Libertação de Angola (FNLA), quanto ao Movimento Popular de Libertação de Angola (MPLA). A CASA-CE uniu as seguintes agremiações partidárias: Partido de Aliança Livre de Maioria Angolana (PALMA), Partido de Apoio para Democracia e Desenvolvimento de Angola – Aliança Patriótica (PADDA-AP), Partido Pacífico Angolano (PPA) e Partido Nacional de Salvação de Angola (PNSA). Na sua fundação a coligação conseguiu atrair figuras também do MPLA, como André de Carvalho Miau.
Nas eleições de 2012 a CASA-CE teve um destacado resultado, alcançando aproximadamente 6,00% dos votos. Este resultado deu a coligação oito cadeiras no parlamento, além de um surpreendente terceiro lugar na corrida presidencial.
Em maio de 2013 a coligação realizou o seu primeiro congresso, onde se esperava que a CASA-CE fosse transformada num partido político, entretanto isto não ocorreu. No mesmo congresso a CASA-CE definiu-se como de centro-esquerda, com uma ideologia federalista e social-democrata. Segundo o comunicado oficial da coligação à imprensa, a CASA-CE tem os seguintes valores: "unidade na diversidade, a paz, a reconciliação nacional, a estabilidade, a solidariedade, a democracia, e o desenvolvimento económico sustentado, humano e equilibrado."
Nas eleições gerais de Angola de 2017 a coligação dobrou o número de parlamentares, se cristalizando como terceira potência política do país.
Em fevereiro de 2019 Chivukuvuku foi destituído da liderança da CASA-CE, tomando seu lugar André de Carvalho Miau, e depois Manuel Fernandes. Fernandes levou a coligação a abandonar sua histórica bandeira da social-democracia e enveredar para o liberalismo econômico e o federalismo, propondo a livre iniciativa privada e a eleição urgente nas autarquias.
Para as eleições gerais de Angola de 2022, a coligação indicou Manuel Fernandes como cabeça de lista e Alexandre Sebastião André como vice-cabeça de lista. A coligação ficou em sexto nas eleições, com 47.446 de votos nas urnas, registrando 0,76%, o seu pior resultado eleitoral, perdendo todos os 16 assentos das eleições de 2017. Passa a ser a única agremiação extra-parlamentar angolana.

## Resultados eleitorais

### Eleições legislativas
| Data | Candidato        | CI. | Votos   | %             | +/-  | Deputados | +/- | Status            |
| ---- | ---------------- | --- | ------- | ------------- | ---- | --------- | --- | ----------------- |
| 2012 | Abel Chivukuvuku | 3.º | 345 589 | 6,00 / 100,00 |      | 8 / 220   |     | Oposição          |
| 2017 | Abel Chivukuvuku | 3.º | 639 789 | 9,49 / 100,00 | 3,49 | 16 / 220  | 8   | Oposição          |
| 2022 | Manuel Fernandes | 6.º | 46 750  | 0,75 / 100,00 | 8,74 | 0 / 220   | 16  | Extra-parlamentar |